# Ciało słabo uporządkowane
Ciało słabo uporządkowane – ciało {\displaystyle K} o co najmniej trzech elementach, w którym określona jest binarna relacja porządkująca liniowo {\displaystyle a<b} spełniająca następujące aksjomaty:
1. Dla dowolnego ustalonego elementu {\displaystyle a\in K} odwzorowanie {\displaystyle x\mapsto x+a} albo zachowuje, albo odwraca porządek w ciele {\displaystyle K}[2].
2. Dla dowolnego ustalonego {\displaystyle a\in K^{*}}[3] odwzorowanie {\displaystyle x\mapsto xa} albo zachowuje, albo odwraca porządek w ciele {\displaystyle K}[4][5].

Mówimy, że w ciele słabo uporządkowanym elementy {\displaystyle a_{1},a_{2},\dots ,a_{n}} tworzą łańcuch, jeśli {\displaystyle a_{1}<a_{2}<\dots <a_{n}} lub {\displaystyle a_{n}<\dots <a_{2}<a_{1}.} Aksjomaty oznaczają, że oba przekształcenia odwzorowują łańcuch na łańcuch. Założenie, że ciało ma więcej niż dwa elementy oznacza, że są w nim co najmniej dwa łańcuchy.

## Własności
- {\displaystyle K} nie może być ciałem charakterystyki 2.

Dowód. Jeśli {\displaystyle 0,a,b} są trzema różnymi elementami ciała słabo uporządkowanego {\displaystyle K} o charakterystyce 2. Do rozważenia są dwa przypadki:
i) Jeżeli tworzą one łańcuch {\displaystyle 0,a,b,} to jeśli do każdego elementu łańcucha doda się {\displaystyle a,} to otrzyma się łańcuch {\displaystyle a,0,a+b,} a jeśli element {\displaystyle b,} to otrzyma się łańcuch {\displaystyle b,a+b,0,} co daje łańcuch {\displaystyle a,0,a+b,b,} który jest sprzeczny z łańcuchem wyjściowym.
ii) Jeżeli tworzą one łańcuch {\displaystyle a,0,b,} to jeśli do każdego elementu łańcucha doda się {\displaystyle a,} to otrzyma się łańcuch {\displaystyle 0,a,a+b,} a jeśli element {\displaystyle b,} to otrzyma się łańcuch {\displaystyle a+b,b,0.} Zatem elementy tworzą albo łańcuch {\displaystyle 0,a,b,a+b,} albo łańcuch {\displaystyle 0,b,a,a+b.}
W obu przypadkach otrzymujemy sprzeczność z łańcuchem wyjściowym. Zatem ciało {\displaystyle K} nie może mieć charakterystyki 2.
- Ciało słabo uporządkowane jest ciałem uporządkowanym.

## Związek z geometrią uporządkowania
Ciała słabo uporządkowane są kanonicznie związane z możliwymi geometriami uporządkowania na płaszczyźnie:
- Geometria uporządkowania na płaszczyźnie kanonicznie indukuje słabo uporządkowane ciało {\displaystyle K,} a słabo uporządkowane ciało {\displaystyle K} indukuje kanonicznie uporządkowanie na płaszczyźnie[6].